# Dave Cutler
David Neil Cutler (Lansing, 13 marzo 1942) è un informatico statunitense, progettista e sviluppatore di vari sistemi operativi, tra cui RSX-11M, VMS e VAXELN systems della Digital Equipment Corporation e Windows NT di Microsoft.

## DuPont (1965-1971)
La prima esperienza di Cutler con i computer avvenne quando gli fu assegnato il compito di eseguire un modello di simulazione al computer per uno dei clienti di DuPont, utilizzando il linguaggio GPSS-3 di IBM su un modello 7044 di IBM. Questo lavoro portò a un interesse su come funzionassero i computer e i loro sistemi operativi.

## Windows NT
Nell'ottobre 1988 Cutler lascia Digital per approdare a Microsoft dove dirige lo sviluppo di Windows NT.